# Villayuste
Villayuste es una entidad local menor del municipio leonés de Soto y Amío, en la Comunidad Autónoma de Castilla y León. 
La iglesia parroquial está bajo la advocación de san Clemente.

## Localidades limítrofes
Confina con las siguientes localidades:
- Al noreste con Mora de Luna y Vega de Caballeros.
- Al sureste con Bobia.
- Al sur con Soto y Amío.
- Al suroeste con Villaceid.
- Al oeste con Lago de Omaña.

## Demografía
Evolución de la población
| Gráfica de evolución demográfica de Villayuste entre 2000 y 2023   |
|                                                                    |
| Población de derecho (2000-2021) según el padrón municipal del INE |

## Historia
Así se describe Villayuste en el Diccionario geográfico-estadístico-histórico de España y sus posesiones de Ultramar, obra dirigida por Pascual Madoz a mediados del siglo XIX:

Lugar en la provincia de León (6 leguas), partido judicial de Murias de Paredes (4), diócesis de Oviedo (12), audiencia territorial y capitanía general de Valladolid (30), ayuntamiento de Soto y Amío. Situado en una altura, su clima es frío y propenso a reumas y dolores de costado. Tiene 26 casas; iglesia parroquial (San Clemente) servida por un cura de ingreso y patronato laical; 2 ermitas (San Roque y el Santo Cristo), y buenas aguas potables. Confina con los Barrios de Luna, Irede, Soto y Amío, y Lago. El terreno es de mala calidad. Productos: centeno, algunas legumbres y pastos; cría ganados y alguna caza. Población: 26 vecinos, 123 almas. Contribución: con el ayuntamiento.
Diccionario geográfico-estadístico-histórico de España y sus posesiones de Ultramar